# Big Five (Psychologie)

Fünf-Faktoren-Modell

Die Big Five (auch Fünf-Faktoren-Modell, FFM) sind ein Modell der Persönlichkeitspsychologie. Im Englischen wird es auch als OCEAN-Modell bezeichnet (nach den entsprechenden Anfangsbuchstaben Openness, Conscientiousness, Extraversion, Agreeableness, Neuroticism). Die Big Five wurden durch eine Vielzahl von Studien belegt und gelten heute international als das universelle Standardmodell in der Persönlichkeitsforschung. Sie wurden innerhalb der letzten zwanzig Jahre in über 3.000 wissenschaftlichen Studien verwendet.
Ihm zufolge existieren fünf Hauptdimensionen der Persönlichkeit und jeder Mensch lässt sich auf folgenden Skalen einordnen:
- Offenheit für Erfahrungen (Aufgeschlossenheit),
- Gewissenhaftigkeit (Perfektionismus),
- Extraversion (Geselligkeit; Extravertiertheit),
- Verträglichkeit (Rücksichtnahme, Kooperationsbereitschaft, Empathie) und
- Neurotizismus (emotionale Labilität und Verletzlichkeit).

Die Entwicklung der Big Five begann bereits in den 1930er Jahren mit dem lexikalischen Ansatz, den Louis Thurstone, Gordon Allport und Henry Sebastian Odbert verfolgten. Diesem liegt die Auffassung zugrunde, dass sich Persönlichkeitsmerkmale in der Sprache niederschlagen; d. h., es wird angenommen, dass alle wesentlichen Unterschiede zwischen Personen bereits im Wörterbuch durch entsprechende Begriffe repräsentiert sind. Auf der Basis von Listen mit über 18.000 Begriffen wurden durch Faktorenanalyse fünf sehr stabile, unabhängige und weitgehend kulturstabile Faktoren gefunden: die Big Five.

## Die fünf Faktoren
In der langen Geschichte des Fünf-Faktoren-Modells der Persönlichkeit wurden die Faktoren von Autor zu Autor teilweise unterschiedlich benannt und leicht unterschiedlich beschrieben. Die folgende Beschreibung der Faktoren orientiert sich an den Formulierungen der Testautoren Costa und McCrae nach der Übersetzung von Borkenau und Ostendorf. Die Beschreibungen resultieren sowohl aus Studien zur Selbst- als auch zur Fremdeinschätzung.
Eine hohe oder niedrige Ausprägung bedeutet in diesem Zusammenhang, dass die Werte der Person sich signifikant vom Durchschnitt der jeweiligen Normstichprobe (Normwert) unterscheiden. Personen mit einer hohen oder niedrigen Ausprägung in einem der Faktoren weisen aber nicht zwingend alle Merkmale auf, welche für die Skala charakterisierend sind.
| Kürzel | Factor (englisch)      | Faktor (deutsch)          | schwach ausgeprägt                    | stark ausgeprägt                   |
| ------ | ---------------------- | ------------------------- | ------------------------------------- | ---------------------------------- |
| O      | Openness to experience | Offenheit für Erfahrungen | konservativ, vorsichtig               | erfinderisch, neugierig            |
| C      | Conscientiousness      | Gewissenhaftigkeit        | unbekümmert, nachlässig               | effektiv, organisiert              |
| E      | Extraversion           | Extraversion              | zurückhaltend, reserviert             | gesellig, kontaktfreudig, sozial   |
| A      | Agreeableness          | Verträglichkeit           | wettbewerbsorientiert, widerstreitend | kooperativ, freundlich, mitfühlend |
| N      | Neuroticism            | Neurotizismus             | selbstsicher, ruhig                   | emotional, verletzlich             |

### Offenheit
Mit diesem Faktor wird das Interesse und das Ausmaß der Beschäftigung mit neuen Erfahrungen, Erlebnissen und Eindrücken beschrieben.
- Personen mit hohen Offenheitswerten geben häufig an, dass sie eine rege Fantasie haben, ihre positiven und negativen Gefühle deutlich wahrnehmen sowie an vielen persönlichen und öffentlichen Vorgängen interessiert sind. Sie beschreiben sich als wissbegierig, intellektuell, fantasievoll, experimentierfreudig und künstlerisch interessiert. Sie sind eher bereit, bestehende Normen kritisch zu hinterfragen und auf neuartige soziale, ethische und politische Wertvorstellungen einzugehen. Sie sind unabhängig in ihrem Urteil, verhalten sich häufig unkonventionell, erproben neue Handlungsweisen und bevorzugen Abwechslung.
- Personen mit niedrigen Offenheitswerten neigen demgegenüber eher zu konventionellem Verhalten und zu konservativen Einstellungen. Sie ziehen Bekanntes und Bewährtes dem Neuen vor und sie nehmen ihre emotionalen Reaktionen eher gedämpft wahr.

### Gewissenhaftigkeit
Dieser Faktor beschreibt in erster Linie den Grad an Selbstkontrolle, Genauigkeit und Zielstrebigkeit.
- Personen mit hohen Gewissenhaftigkeitswerten handeln organisiert, sorgfältig, planend, effektiv, verantwortlich, zuverlässig und überlegt.
- Personen mit niedrigen Gewissenhaftigkeitswerten handeln unsorgfältig, spontan und ungenau.

### Extraversion
Dieser Faktor beschreibt Aktivität und zwischenmenschliches Verhalten. Er wird teilweise auch Begeisterungsfähigkeit (englisch: surgency) genannt.
- Personen mit hohen Extraversionswerten sind gesellig, aktiv, gesprächig, personenorientiert, herzlich, optimistisch und heiter. Sie sind zudem empfänglich für Anregungen und Aufregungen.
- Introvertierte Personen sind zurückhaltend bei sozialen Interaktionen, gerne allein und unabhängig. Sie können auch sehr aktiv sein, aber weniger in Gesellschaft.

### Verträglichkeit
Ebenso wie Extraversion ist Verträglichkeit in erster Linie ein Faktor, der interpersonelles Verhalten beschreibt.
- Ein zentrales Merkmal von Personen mit hohen Verträglichkeitswerten ist ihr Altruismus. Sie begegnen anderen mit Verständnis, Wohlwollen und Mitgefühl, sie sind bemüht, anderen zu helfen, und überzeugt, dass diese sich ebenso hilfsbereit verhalten werden. Sie neigen zu zwischenmenschlichem Vertrauen, zur Kooperativität und zur Nachgiebigkeit.
- Personen mit niedrigen Verträglichkeitswerten beschreiben sich im Gegensatz dazu als streitbar, egozentrisch, misstrauisch und antagonistisch gegenüber den Absichten anderer Menschen. Sie verhalten sich eher wettbewerbsorientiert als kooperativ.

Die verträgliche Seite der Dimension scheint sozial erwünschter zu sein. Dennoch darf nicht vergessen werden, dass die Fähigkeit, für eigene Interessen zu kämpfen, in vielen Situationen hilfreich ist. So ist Verträglichkeit vor Gericht beispielsweise nicht unbedingt eine Tugend.

### Neurotizismus
Dieser Faktor spiegelt individuelle Unterschiede im Erleben von negativen Emotionen wider und wird von einigen Autoren auch als emotionale Labilität bezeichnet. Der Gegenpol wird auch als emotionale Stabilität, Zufriedenheit oder Ich-Stärke benannt.
- Personen mit einer hohen Ausprägung in Neurotizismus erleben häufiger Angst, Nervosität, Anspannung, Trauer, Unsicherheit und Verlegenheit. Zudem bleiben diese Empfindungen bei ihnen länger bestehen und werden leichter ausgelöst. Sie tendieren zu mehr Sorgen um ihre Gesundheit, neigen zu unrealistischen Ideen und haben Schwierigkeiten, in Stresssituationen angemessen zu reagieren.
- Personen mit niedrigen Neurotizismuswerten sind eher ruhig, zufrieden, stabil, entspannt und sicher. Sie erleben seltener negative Gefühle. Dabei sind niedrige Werte nicht zwangsläufig mit dem Erleben von positiven Emotionen verbunden.

## Erblichkeit
Heritabilität (Symbol: {\displaystyle h^{2}}) ist ein Maß für die Erblichkeit von Eigenschaften. Zwischenmenschliche Unterschiede in den Ausprägungen der Big Five lassen sich etwa zur Hälfte durch den Einfluss der Gene erklären. Die Heritabilität der Big Five liegt folglich bei etwa 0,5:
- Neurotizismus: ≈48 %
- Extraversion: ≈54 %
- Offenheit für Erfahrungen: ≈57 %
- Gewissenhaftigkeit: ≈49 %
- Verträglichkeit: ≈42 %

Der Fehler liegt hierbei bei etwa 5–10 Prozentpunkten, die restlichen 40–45 % sind demnach Umweltfaktoren. Hierbei ist zu beachten, dass die mit Anderen geteilte Umwelt (bspw. familiäres Einkommen) kaum einen Einfluss hat, sondern nur die individuelle Umwelt (bspw. individuelle Freunde, Unfälle). Neuere Zwillingsstudien kommen zu dem Ergebnis, dass sogar bis zu zwei Drittel der messbaren Persönlichkeitsmerkmale auf genetische Einflüsse zurückzuführen sind.

## Entwicklungsaspekt
Korrelative Studien fanden heraus, dass die Positionen innerhalb der Dimensionen im Kindes- und Jugendalter stark schwanken. Erst nach dem 30. Lebensjahr bleiben die Werte weitgehend konstant. Die Ursachen der Ausprägungen sind zum einen genetische Faktoren, zum anderen hängen sie von dem individuell wahrgenommenen sozialen Umfeld ab.
Neuere Studien zeigen, dass die Annahme der Fünf-Faktoren-Theorie, die Persönlichkeitsentwicklung wäre mit dem 30. Lebensjahr abgeschlossen, nicht grundsätzlich haltbar ist. Nach der Phase der Jugend ist tatsächlich mit 30 Jahren eine stabile Phase erreicht. Allerdings wird im Alter nochmals eine dem jungen Erwachsenenalter vergleichbare Veränderung der Persönlichkeit sichtbar. Dies scheint insbesondere auf Lebenserfahrung und soziale Umstände zurückzuführen zu sein. Besonders deutliche Steigerungen mit dem Alter ergeben sich für Gewissenhaftigkeit und Verträglichkeit. Die Werte für Offenheit nehmen im Alter ab.
Bei den Persönlichkeitstypen nehmen die sogenannten Resilienten und Überkontrollierten deutlich zu. Auch nach dem siebzigsten Lebensjahr wechseln bis zu 25 % der Menschen ihren früheren Persönlichkeitstyp innerhalb von vier Jahren, was aber teilweise stark mit Geschlecht und Typ korreliert. Für die Erklärungen der Veränderungen war entscheidend, das subjektive Alter in Selbst- und Fremdwahrnehmung, den Abstand zum wirklichen oder erwarteten Lebensende und das biologische Alter stärker zu berücksichtigen als das chronologische Alter.

## Diagnostik
Die Big Five werden in der Regel mit Fragebögen erfasst, seltener kommen auch objektive Persönlichkeitstests zur Anwendung.

### NEO-PI-R und NEO-FFI
Der historisch mit am häufigsten eingesetzte Test für Jugendliche und Erwachsene ist der NEO-PI-R (NEO-Persönlichkeitsinventar, revidierte Fassung) von Paul T. Costa und Robert R. McCrae, die deutschsprachige Version des multidimensionalen Persönlichkeitsinventars wurde von Fritz Ostendorf und Alois Angleitner entwickelt.
„NEO“ ist ein Akronym aus den Anfangsbuchstaben von drei im Modell enthaltenen Persönlichkeitsfaktoren. Es handelt sich dabei um:
- Neurotizismus (N),
- Extraversion (E) und
- Offenheit für Erfahrungen (O) (engl.: openness to experience).

Diese drei weiter oben ausführlicher dargestellten NEO-Faktoren bilden zusammen mit
- Gewissenhaftigkeit (C) (engl.: conscientiousness) und
- Verträglichkeit (A) (engl.: agreeableness)

die Big Five.
Der NEO-PI-R ist mit 240 Items ein sehr umfassender Test, so dass die fünf Faktoren noch jeweils in sechs Unterskalen, auch Facetten genannt, unterteilt werden können:
- Neurotizismus: Ängstlichkeit, Reizbarkeit, Depression, Soziale Befangenheit, Impulsivität und Verletzlichkeit
- Extraversion: Herzlichkeit, Geselligkeit, Durchsetzungsfähigkeit, Aktivität, Erlebnishunger und Frohsinn
- Offenheit: jeweils Offenheit für Fantasie, Ästhetik, Gefühle, Handlungen, Ideen und bezüglich des Normen- und Wertesystems
- Gewissenhaftigkeit: Kompetenz, Ordentlichkeit, Pflichtbewusstsein, Leistungsstreben, Selbstdisziplin und Besonnenheit
- Verträglichkeit: Vertrauen, Freimütigkeit, Altruismus, Entgegenkommen, Bescheidenheit und Gutherzigkeit

Jede Frage im Test wird mittels einer fünfstufigen Likert-Skala beantwortet. Bei der Auswertung werden Punktsummen für jede der Dimensionen errechnet und mit den Normwerten im Handbuch verglichen. Bei der Berechnung der Summenwerte werden einige Fragen auf Grund der Formulierung entgegengesetzt gewertet. Ein positiver Wert geht dann negativ, ein negativer Wert positiv in den Skalen-Summenwert ein.
Neben der klassischen Papier-und-Bleistift-Version gibt es auch computerbasierte Versionen. Beispielsweise das computergestützte NEO-PI-R+, welches eine zusätzliche, für Fach- und Führungskräfte relevante Dimension erfasst. Ziel dieser Version ist eine berufs- und personalentwicklungsbezogene Auswertung, z. B. im Sinne der Potenzialberatung.
Die Bearbeitungszeit des NEO-PI-R liegt bei durchschnittlich 35 Minuten, was je nach Kontext zu lang sein kann. Deshalb entwickelten Costa und McCrae die Kurzversion NEO-FFI (NEO-Fünf-Faktoren-Inventar; deutschsprachige Version von Peter Borkenau und Fritz Ostendorf) mit 60 Items und einer durchschnittlichen Bearbeitungsdauer von 10 Minuten. Der NEO-FFI erfasst nur die 5 Hauptfaktoren, eine Differenzierung der Facetten ist aufgrund der geringen Itemanzahl nicht möglich.
Die Testgütekriterien sind für die Langversion (NEO-PI-R) und die Kurzversion (NEO-FFI) in zahlreichen Studien erforscht worden, so dass die Verfahren als objektiv, reliabel (zuverlässig) und valide (wirksam, gültig) angesehen werden.
Die klassischen Verfahren NEO-PI-R und NEO-FFI sind bei Testverlagen (im deutschsprachigen Raum z. B. beim Hogrefe Verlag) publiziert, so dass deren Nutzung nicht frei ist und entsprechend bezahlt werden muss.

### Kostenfreie Alternativen
Eine Alternative bietet der International Personality Item Pool (IPIP), welcher frei zugängliche Items für Persönlichkeitstest zur Verfügung stellt. Aus diesem Pool lassen sich entsprechend auch Verfahren für die Big Five zusammenstellen. So wurden beispielsweise deutschsprachige Versionen der Big Five mit 50, 100 und 300 Items entwickelt.
Eine neuere, frei zugängliche Alternative bietet das Big-Five-Inventar-2 (BFI-2). Das 2017 primär für Forschungszwecke entwickelte Inventar misst die fünf Big-Five-Dimensionen und jeweils drei Facetten. Es liegt in drei Versionen mit unterschiedlicher Itemanzahl vor: als 60-Item-Inventar (BFI-2), als 30-Item-Kurzinventar (BFI-2-S) sowie als 15-Item-Ultrakurzinventar (BFI-2-XS; ohne Facettenstruktur). Der BFI-2 wurde in zahlreichen Sprachen validiert – darunter auch auf Deutsch. Die Testgütekriterien des BFI-2 erwiesen sich in den Validierungsstudien als gut. Die 60-Item-Version hat eine vergleichsweise kurze Bearbeitungszeit (~6–8 Minuten) und eignet sich auch für Forschung in niedrig gebildeten bzw. sprachlich weniger versierten Gruppen. Die deutsche Version ist für Forschungszwecke frei verfügbar und in der Zusammenstellung sozialwissenschaftlicher Items und Skalen (ZIS) abrufbar.
Ein weiterer Persönlichkeitstest, der öffentliches Eigentum ist, ist die Big Five Aspektskala. Sie differenziert die Big-Five-Eigenschaften in jeweils zwei statistisch hergeleitete Teilaspekte.

## Geschlechterstereotype
Löckenhoff et al. (2014) untersuchten anhand von 30 bipolaren persönlichkeitsbezogenen Adjektiven – pro Persönlichkeitsfaktor sechs dazugehörige Facetten – wie eine «typische Frau» oder ein «typischer Mann» eingeschätzt wird. Dafür wurden 3323 Personen aus 26 Ländern befragt. Das Durchschnittsalter der Teilnehmenden betrug 22,3 Jahre, die Mehrheit davon (69 %) waren Frauen. Die Aufgabe für die Teilnehmenden der Studie bestand darin, zu beurteilen, ob diese Adjektive eher auf Frauen oder auf Männer zutreffen. Zudem wurde zwischen drei Altersgruppen (Jugendliche, Erwachsene, ältere Erwachsene) unterschieden. Daraus resultierte, dass die Emotionale Stabilität bei Männern höher bewertet wird. Das impliziert, dass Neurotizismus eher Frauen zugeschrieben wird. Insbesondere die Facette «Ängstlichkeit» ist stark stereotypenbehaftet. Extraversion, Verträglichkeit, Gewissenhaftigkeit und Offenheit für neue Erfahrungen werden dagegen beim weiblichen Geschlecht als ausgeprägter beurteilt. Diese Ergebnisse waren länderübergreifend (mit Ausnahme von Indien) sowie über alle Altersgruppen hinweg konstant. Löckenhoff et al. (2014) führten im Anschluss an ihre Ergebnisse eine weitere Analyse durch, um die Konvergenz von stereotypisierten Geschlechtsunterschieden und tatsächlich bewerteten Geschlechtsunterschieden zu untersuchen. Die Daten zu geschlechtsstereotypen Unterschieden wurden mit Selbst- und Beobachterberichtsdaten verglichen. Die Analyse zeigte, dass die stereotypisierten geschlechtsspezifischen Unterschiede sehr ähnlich zu den bewerteten geschlechtsspezifischen Unterschieden sind, die in den Selbst- und Beobachterberichtsdaten gefunden wurden. Bewertungen und Stereotypen stimmen überein, dass Frauen in O2: Ästhetik, O3: Gefühle und A6: Zärtlichkeit ausgeprägtere Werte aufweisen. Männer hingegen haben höhere Werte in E3: Durchsetzungsvermögen. Für alle N-Facetten sind die bewerteten Geschlechtsunterschiede stärker ausgeprägt als die stereotypisierten geschlechtsspezifischen Unterscheidungen. Für die Facetten von C sind hingegen die stereotypisierten geschlechtsspezifischen Unterscheidungen stärker ausgeprägt als die bewerteten Geschlechtsunterscheidungen; in Bezug auf die persönlichkeitsbezogenen Adjektive besteht also eine Analogie zwischen den stereotypisierten und den bewerteten Geschlechtsunterschieden.

## Alternativmodelle
Auf Basis der Big Five können durch Faktorenanalyse auch mehr oder weniger Faktoren der Persönlichkeit identifiziert werden. Beispiele hierfür sind: Eine Reduzierung der Big Five auf drei Faktoren (Extraversion, Verträglichkeit, Gewissenhaftigkeit); ein Zwei-Faktoren-Modell, bestehend aus Stabilität (Zusammenfassung von hoher Verträglichkeit, hoher Gewissenhaftigkeit und niedrigem Neurotizismus) und Plastizität (Zusammenfassung von hoher Extraversion und hoher Offenheit für Erfahrungen); sowie ein Ein-Faktor-Modell, das in gewisser Hinsicht eine positiv bzw. negativ bewertete Persönlichkeit widerspiegelt. Keines dieser Modelle konnte sich jedoch gegen die Big Five durchsetzen.
Alternativen zu den Big Five stellen das HEXACO-Modell, Leadership Derailers und Social Value Orientation. Darin wird den Big Five der zusätzliche sechste Faktor Ehrlichkeit-Bescheidenheit hinzugefügt. Diese Ehrlichkeit-Bescheidenheit wird bei den Big Five innerhalb des Faktors Verträglichkeit gemessen (beim NEO-PI-R mit den Facetten Freimütigkeit und Bescheidenheit), im HEXACO jedoch als eigener, unabhängiger Faktor ausgekoppelt. Zudem nutzt die Langform des HEXACO-PI-R-Tests für alle Faktoren leicht veränderte Facetten (Unterskalen) im Vergleich zur Langform des NEO-PI-R-Tests.

## Anwendung (Auswahl)
Bei der Präsidentschaftswahl in den Vereinigten Staaten 2016 im November sowie beim Volksentscheid in Großbritannien über den Austritt aus der Europäischen Union im Juli 2016 („Brexit“) hatten die beiden überraschenden Gewinner jeweils die Firma Cambridge Analytica engagiert, welche sich auf Erhebung, Auswertung, Anwendung und Zuordnung sowie Verkauf hauptsächlich im Internet gewonnener persönlicher Daten spezialisiert hat und Methoden der Psychometrie anwendet, einem Ableger der Psychologie (siehe auch Big Data, Direktmarketing und Psychografie). Sie verfügt nach eigenen Angaben über auf den Big Five basierende Persönlichkeitsprofile von 220 Mio. Erwachsenen alleine in den USA und hat diese für personalisierte Werbung im Wahlkampf genutzt. Später räumten Führungskräfte jedoch öffentlich ein, dass für Trumps Wahlkampf gar keine Persönlichkeitsprofile erstellt wurden und der Firmensprecher nahm ebenfalls die Aussage zurück, die Brexit-Kampagne Leave.eu unterstützt zu haben.

## Kritik
Kritiker des Modells bezweifeln, dass es in der Lage ist, individuelle Persönlichkeiten adäquat zu beschreiben. Eine grundlegende Kritik äußert der Hirnforscher Gerhard Roth: Demnach sind die Big-Five-Merkmale im Wesentlichen der (nicht wissenschaftlichen) Alltagspsychologie entnommen und haben „keinerlei tiefgreifenden Erklärungswert“. Das Modell gibt keine Antwort auf die Frage, woher es kommt, dass ein Mensch zum Beispiel neurotizistisch oder extravertiert ist. Der Vorgehensweise mittels Statistik (Faktorenanalyse) aus einigen tausend Wörtern der Alltagssprache, mit denen menschliche Eigenschaften im Alltag beschrieben werden, eine beliebige Anzahl von abstrakten Überbegriffen (Faktoren) zusammenzufassen liegt die Sedimentationshypothese zugrunde. Jens Asendorpf mahnt zur Vorsicht und nennt dazu ein Beispiel: Würde man eine Faktorenanalyse auf der Grundlage von Ähnlichkeiten von Tieren durchführen, könnten Delfine, Wale, Haie und Karpfen in die gleiche Kategorie fallen, obwohl Wale und Delfine den Säugetieren zugeordnet werden.
Studien zur Nützlichkeit des Big-Five-Modells in der Praxis fanden keine nennenswerten Korrelationen (Zusammenhänge) mit Erfolgsindikatoren wie zum Beispiel Leistung, Erfolg oder mit besonderen Berufsgruppen wie Verkäufern, Managern, Spezialisten, Polizisten oder Arbeitern. Ein Beispiel für eine erhöhte Korrelation von r = 0,27 wurde bei Gewissenhaftigkeit und Arbeitsleistung abhängiger Mitarbeiter gefunden. (Für einen aussagekräftigen Zusammenhang ist ein Korrelationskoeffizient von mindestens 0,7 erforderlich). Dan McAdams hat unter anderem folgende Kritikpunkte am Big Five gefunden: (a) Dieses Modell hat keinen Bezug zu weiteren Konstrukten, die das „Funktionieren“ einer Persönlichkeit besser beschreiben und wichtiger sind als gerade diese fünf; es werden lediglich Teilaspekte der Persönlichkeit betrachtet. (b) Es ist nicht in der Lage, die Rolle von Erfahrungen zu berücksichtigen und kann (c) generell menschliches Verhalten weder erklären noch vorhersagen. (d) Das Modell liefert keine Möglichkeit, situative Aspekte zu berücksichtigen. Es ist nicht möglich, konkrete Empfehlungen für das Verhalten in Organisationen abzuleiten. Im klinischen Bereich fanden Christian Reimer und Co-Autoren keinen Zusammenhang zwischen den fünf Faktoren und Persönlichkeitsstörungen. Lediglich im Falle des Neurotizismus existiert eine geringe bis mäßige Korrelation von r = 0,3 bis 0,4.